# Кысынды (приток Зилима)
Кысынды, Кысынты (баш. Ҡыҫынты — от диалект. ҡыҫынты `теснина`) — река в Республике Башкортостан, протекает по Архангельскому, Кармаскалинскому районам. Устье реки находится в 15 км по правому берегу реки Зилим. Длина реки составляет 17 км. В нижнем течении река пересыхает.

## Данные водного реестра
По данным государственного водного реестра России относится к Камскому бассейновому округу, водохозяйственный участок реки — Белая от города Стерлитамак до водомерного поста у села Охлебино, без реки Сим, речной подбассейн реки — Белая. Речной бассейн реки — Кама.
Код объекта в государственном водном реестре — 10010200712111100018968.